# (12775) Brackett
(12775) Brackett  es un asteroide perteneciente al cinturón de asteroides, descubierto el 12 de agosto de 1994 por Eric Walter Elst desde el Observatorio de La Silla, en Chile.

## Designación y nombre
Brackett se designó inicialmente como 1994 PX22.
Más adelante fue nombrado en honor al físico estadounidense Frederick Sumner Brackett (1896-1988).

## Características orbitales
Brackett orbita a una distancia media del Sol de 2,6504 ua, pudiendo acercarse hasta 2,0121 ua y alejarse hasta 3,2886 ua. Tiene una excentricidad de 0,2408 y una inclinación orbital de 3,7322° grados. Emplea en completar una órbita alrededor del Sol 1576 días.

## Características físicas
Su magnitud absoluta es 14,9.